# غشای دولایه لیپیدی

مقطع عرضی این مایع دولایه لیپید به‌طور کامل از فسفاتیدیل کولین ساخته شده‌است.

این سه ساختار اصلی فسفولیپید: لیپوزوم (یک دولایه بسته)، میسل و دولایه یک مایع را شکل می‌دهند.

غشای دولایه لیپیدی یا غشای دولایه فسفولیپیدی یک غشا نازک قطبی است که از دو لایه مولکول فسفولیپید ساخته شده‌است. این غشاها صفحات مسطحی هستند که اطراف همهٔ سلول‌ها مانع پیوسته‌ای ایجاد می‌کنند. پوستهٔ یاخته تقریباً همهٔ اندام‌های زنده و بیشتر ویروس‌ها از غشای دولایه فسفولیپیدی ساخته شده‌است.